# Mow Ching-yin
Dans ce nom, le nom de famille, Mow, précède le nom personnel.
Mow Ching-yin, né le 5 juin 1995, est un coureur cycliste hongkongais. Il participe à des compétitions sur route et sur piste.

## Palmarès sur route

### Par année
- 2012
  - 2e du championnat de Hong Kong sur route juniors
- 2016
  - 2e du championnat de Hong Kong sur route
  - 3e du championnat de Hong Kong du contre-la-montre
- 2018
  -  Médaillé de bronze du championnat d'Asie du contre-la-montre par équipes
- 2019
  -  Médaillé de bronze du championnat d'Asie du contre-la-montre par équipes
- 2023
  - 2e du championnat de Hong Kong sur route
- 2024
  -  Champion de Hong Kong sur route
- 2025
  - 2e du championnat de Hong Kong sur route

### Classements mondiaux
| Année         | 2014 | 2015 | 2016 | 2017 | 2018 |
| ------------- | ---- | ---- | ---- | ---- | ---- |
| UCI Asia Tour | 335e |      | 217e |      | 169e |

## Palmarès sur piste

### Championnats d'Asie
- Jincheon 2020
  -  Champion d'Asie du scratch
  -  Médaillé de bronze de la poursuite par équipes
- Nilai 2023
  -  Médaillé de bronze de la course aux points
- New Delhi 2024
  -  Médaillé de bronze de la course aux points
- Nilai 2025
  -  Médaillé de bronze de la course aux points

### Jeux asiatiques
- Jakarta 2018
  -  Médaillé d'argent de la poursuite par équipes

### Jeux asiatiques et d'arts martiaux en salle
- Achgabat 2017
  -  Médaillé d'argent de la poursuite par équipes[4].

### Championnats nationaux
- 2017
  -  Champion de Hong Kong de la course aux points
  - 3e du championnat de Hong Kong du scratch
- 2019
  -  Champion de Hong Kong de poursuite par équipes (avec Cheung King Lok, Leung Chun Wing et Leung Ka Yu)
  -  Champion de Hong Kong du scratch
  - 2e du championnat de Hong Kong de l'américaine
  - 3e du championnat de Hong Kong de poursuite
- 2025
  - 3e du championnat de Hong Kong de l'omnium[5]